# Uli Edel
Uli Edel (Neuenburg am Rhein, 11 aprile 1947) è un regista tedesco.

## Biografia
Dopo aver studiato storia del teatro a Monaco, fu accettato nella Hochschule für Fernsehen und Film insieme a Bernd Eichinger. Nel 1981 realizza insieme a Eichinger e Herman Weigel Cristiana F. - Noi, i ragazzi dello zoo di Berlino. Nel 1986 è la volta di Ultima fermata Brooklyn. 
Altri suoi film sono Body of Evidence, Tyson, Rasputin - Il demone nero, Il mio amico vampiro e Purgatory, così come le miniserie Le nebbie di Avalon, Giulio Cesare e La saga dei Nibelunghi, basata sulla Saga dei Volsunga e su quella dei Nibelunghi.

## Filmografia

### Cinema
- Cristiana F. - Noi, i ragazzi dello zoo di Berlino (Christiane F. - Wir Kinder vom Bahnhof Zoo) (1981)
- Ultima fermata Brooklyn (Last Exit to Brooklyn) (1989)
- Body of Evidence (1993)
- Il mio amico vampiro (The Little Vampire) (2000)
- Hubert Selby Jr: It/ll Be Better Tomorrow, regia di Michael Dean e Kenneth Shiffrin - documentario (2005)
- La banda Baader Meinhof (Der Baader Meinhof Komplex) (2008)
- Zeiten ändern dich (2010)
- Pay the Ghost - Il male cammina tra noi (Pay the Ghost) (2015)

### Televisione
- I segreti di Twin Peaks (1989)
- Tyson (1995)
- Rasputin - Il demone nero (Rasputin) (1996)
- Purgatory (1999)
- Le nebbie di Avalon (The Mists of Avalon) (2001)
- Giulio Cesare - miniserie TV (2002)
- Il male non muore mai - film TV (2003)
- La saga dei Nibelunghi (Ring of the Nibelungs) (2004)
- Una famiglia (Das Adlon. Eine Familiensaga) - miniserie TV (2013)
- Houdini - miniserie TV (2014)